# Юлій I
Юлій I (лат. Iulius) — тридцять п'ятий папа Римський з 6 лютого 337 по 12 квітня 352).
Народився у Римі. Вибраний єпископом Рима 6 лютого 337 року після 6-ти місячного Sede vacante. Під час його понтифікату помер римський імператор Костянтин І Великий. Юлій I відомий своєю участю в боротьбі з аріанством. Визнаний християнською церквою святим, пам'ять відзначається 12 квітня.

## Відносини з Афанасієм Великим
Після того як прихильники Євсевія Нікомедійського на соборі у Антіохії 341 року вигнали Афанасія Великого, він посилає своїх прихильників до папи Юлія І та імператора Західної римської імперії Константа. Папа приймає прихильників двох ворогуючих партій. Прихильники Євсевія Нікомедійського відхиляють запрошення. Після свого вигнання з Александрії Афанасій Великий прибув у Рим та був признаний місцевим синодом 342 року знову єпископом. Після того з Сардикійського собору (343-344 р.) виходять 75 східних єпископів і перебираються у Філіполь, де виключають із церкви і папу Юлія І та Афанасія Великого. Однак решта 300 єпископів, що залишились на Сардикійському соборі, підтверджують рішення римського синоду чим посилюють позицію папи.
За часів понтифікату Юлія I 25 грудня почали святкувати Різдво. У цей період також збудовано римські церкви Санті Апостолі та Санта Марія ін Трастевере.

## Цитати
"Син Божий втілився від Діви Марії і вселився в людину, і це проповідується ж на виконання віри; Він не діяв в людині, бо цей вислів вживають стосовно пророків і апостолів; Він є досконалий Бог у плоті й досконала людина в Дусі; не два сини - один Єдинородний Син, який сприйняв людину, а інший смертна людина, сприйнята Богом, але один, Єдинородний на небі, так і Єдинородний на землі, Бог".

## Канонізація
Канонізований після смерті. Його пам'ять відзначається 12 квітня.